# Großstädteln
Großstädteln ist ein Stadtteil von Markkleeberg im Landkreis Leipzig (Freistaat Sachsen). Bis zu seiner Eingemeindung 1937 war der Ort eine selbständige Gemeinde.

## Geografie
Großstädteln liegt in der Leipziger Tieflandsbucht 10 km südlich von Leipzig an der Pleiße. Die ehemals landschaftlich reizvolle Pleißenaue und das südwestlich von Großstädteln gelegene Waldstück, die Harth, fielen in der zweiten Hälfte des 20. Jahrhunderts dem Braunkohlebergbau zum Opfer. Westlich vom Tagebau Zwenkau und östlich vom Tagebau Espenhain eingeschlossen, lag der Ort am Nordende des etwa 500 m breiten Nord-Süd-„Kanals“, der auch noch die Eisenbahnlinie Leipzig-Altenburg, die verlegte Fernverkehrsstraße F2/95 und die verlegte und begradigte Pleiße aufnehmen musste. Nach Stilllegung der Tagebaue sind die Abraumflächen rekultiviert worden, die schmale Ausrichtung der Infrastruktur in Nord-Süd-Richtung aber ist geblieben. Die Nachbarorte von Großstädteln sind im Norden das Stadtgebiet von Markkleeberg und im Süden Gaschwitz mit Kleinstädteln (ebenfalls zu Markkleeberg gehörig). In der Nähe von Großstädteln liegt der nach Ende des Braunkohleabbaus entstandene Markkleeberger See im Osten und der Cospudener See im Westen, der über einen Radweg durch die neu aufgeforstete Harth zu erreichen ist.

## Geschichte

### Das Gut

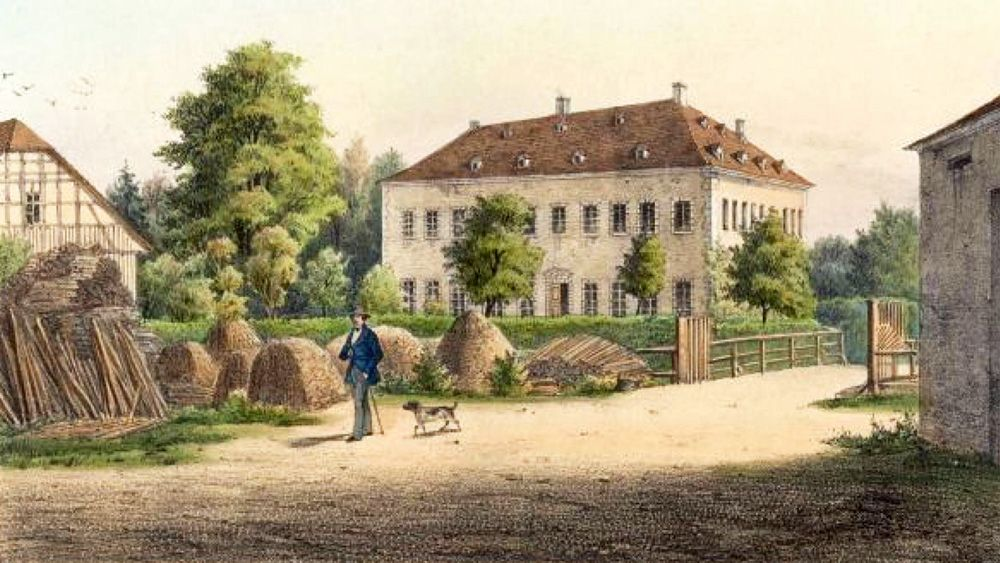
Das Rittergut um 1840

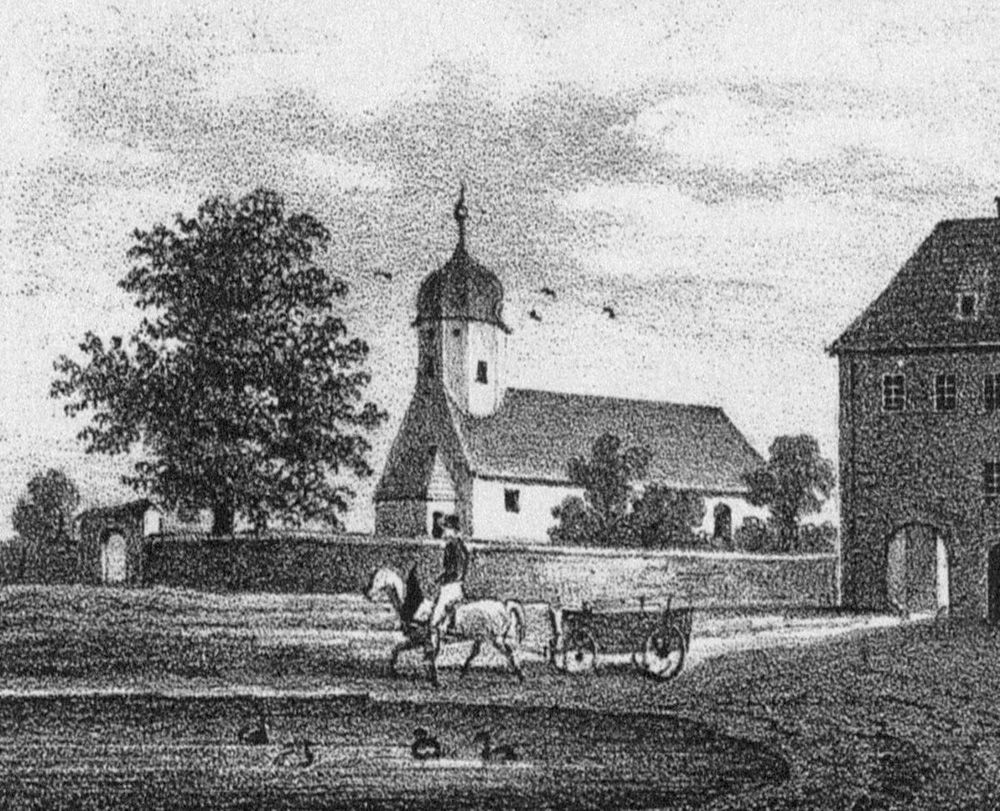
Die Kirche 1850

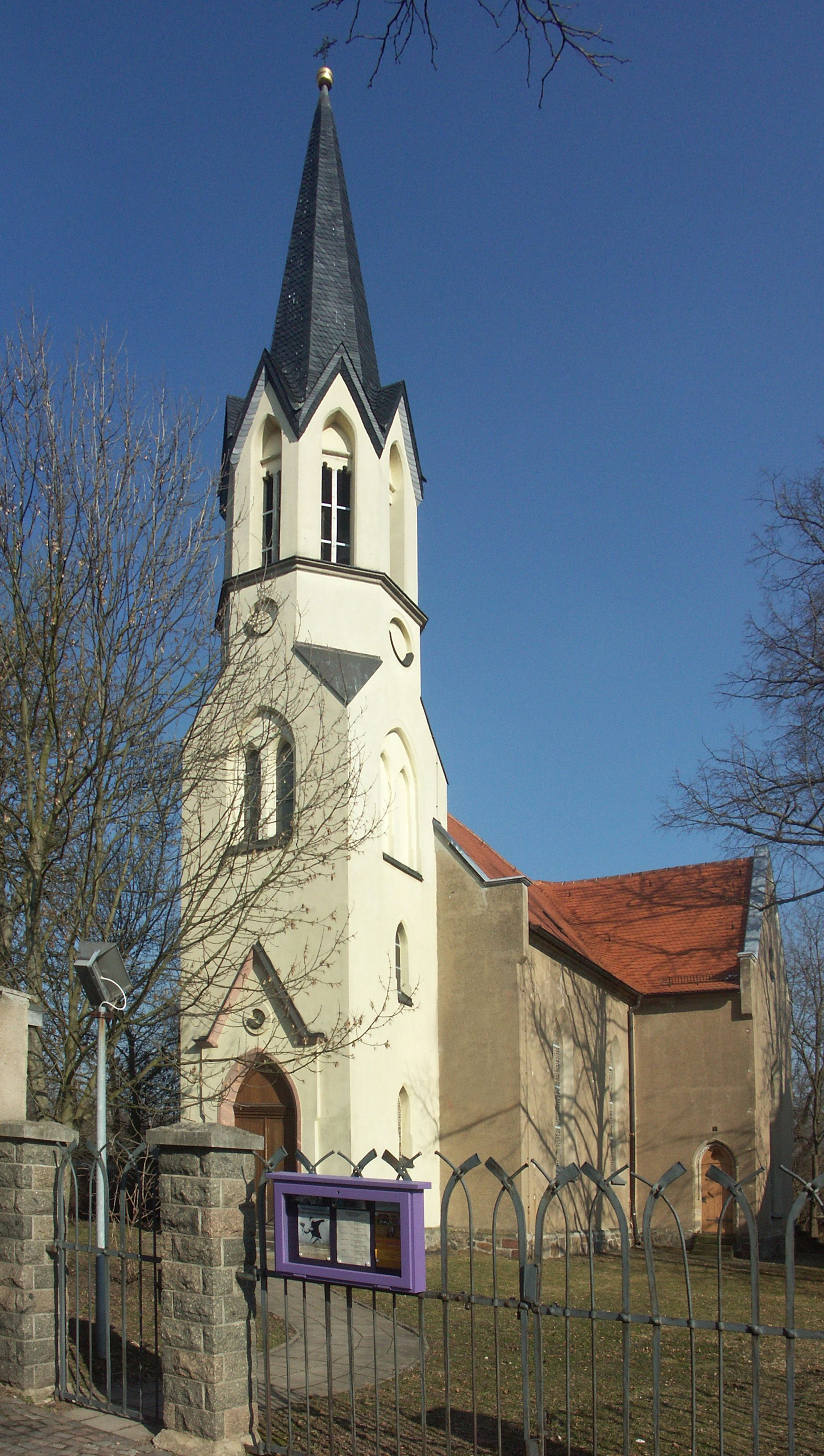
Die Kirche 2011

Im einst langgestreckten Dorf Großstädteln existierte ein Herrensitz derer von Pflugk. Folgende Besitzer sind für das Gut in Großstädteln nachweisbar: Caesar Pflugk auf Eythra (1482), Wolf von Erdmannsdorff (1530), danach die Herren von Dieskau, Wilhelm von Kospoth, Oberst von Lüttichau (1690). 1730 wurde das Gut an den Leipziger Kaufherrn Peter Hohmann verkauft, dem bereits die Nachbarorte Deuben, Cröbern, und Crostewitz gehörten. Sein Sohn Karl Friedrich von Hohenthal ließ in Nachahmung der adligen Nachbarn Kees und Jöcher im Jahr 1734 das Schloss und die Kirche in Großstädteln im Stil des Barock umbauen. Um 1850 wurde der Burggraben zugeschüttet und der Schlossgraben neu gestaltet. Die alte Kirche wurde 1880 abgerissen und im neugotischen Stil neu errichtet.
1860 kam der Gutsbesitz an Christian Gottlob Weiß aus Kulmbach, der 1870 bei Kleinstädteln einen ersten Braunkohleabbau unter Tage begann. Später übernahm seine Tochter Albertine von Posern den Besitz. 1925 verkauften Elfriede von Wallwitz und Egon von Posern das Rittergut an die Aktiengesellschaft Sächsische Werke in Dresden, die sich mit der Gewinnung von Braunkohle und deren Verwertung im Raum Böhlen/Espenhain befasste.

### Großstädteln als Gemeinde
Großstädteln wurde 1289 erstmals urkundlich erwähnt. Lehnsherr über den Ort war zu dieser Zeit Conrad von Stedelen. Später waren die Herren von Pflugk und ab 1480 die Herren von Erdmannsdorf Lehnsträger. Sie blieben im Lehnsbesitz des Orts bis zum Jahr 1730, als das Gut Großstädteln an den Leipziger Kaufmann Peter Hohmann verkauft wurde. Großstädteln lag bis 1856 im kursächsischen bzw. königlich-sächsischen Kreisamt Leipzig. Ab 1856 gehörte der Ort zum Gerichtsamt Zwenkau und ab 1875 zur Amtshauptmannschaft Leipzig.
Christian Gottlob Weiß aus Kulmbach, der 1860 das Gut Großstädteln erwarb, begann 1870 bei Kleinstädteln einen ersten Braunkohleabbau unter Tage, welcher aber nach zehn Jahren wegen Wassereinbruchs und mangelnder Rentabilität wieder erlosch. In der Folgezeit setzte im Ort eine bescheidene Industrialisierung ein (1902: Bau der „Cellida“-Celluidwarenfabrik; 1905: Einweihung des Haltepunkts Großstädteln an der Bahnlinie Leipzig-Hof; 1928: Aufnahme der Produktion in der Nährmittelfabrik „AGGA“).

### Großstädteln als Ortsteil von Markkleeberg
Am 1. April 1937 wurde Großstädeln zusammen mit Zöbigker in die 1934 gegründete Stadt Markkleeberg eingemeindet, die dadurch um etwa 3000 Einwohner wuchs. Entlang der Hauptstraße entstanden Ende der 1930er Jahre große Wohnsiedlungen, wodurch sich die Einwohnerzahl mehr als verdoppelte und der Ort baulich mit Gaschwitz zusammenwuchs.
In den folgenden Jahrzehnten rückten zwei Tagebaue von Süden her auf Gaschwitz vor. Im Westen erreichte der Tagebau Zwenkau um 1970/72 die westliche Ortsgrenze, um dann gen Westen abzuschwenken. Von Osten her schnitt der Tagebau Espenhain um 1975 den Ort von seinem östlichen Umland ab. 1967 bis 1972 wurden dazu die östlichen Ortsteile ausgesiedelt. Großstädteln lag somit am nördlichen Beginn des Trassenkorridors nach Böhlen im Süden, der vom Braunkohleabbau verschont bleiben musste, da durch ihn die neu verlegte Fernverkehrsstraße 2, die Eisenbahnstrecke Leipzig-Hof und der neue Lauf der Pleiße verliefen. Nach der Stilllegung der Tagebaue und der anschließenden Flutung der Restlöcher befindet sich Großstädteln nun zwischen dem Cospudener See im Westen und dem Markkleeberger See im Osten.

## Verkehr

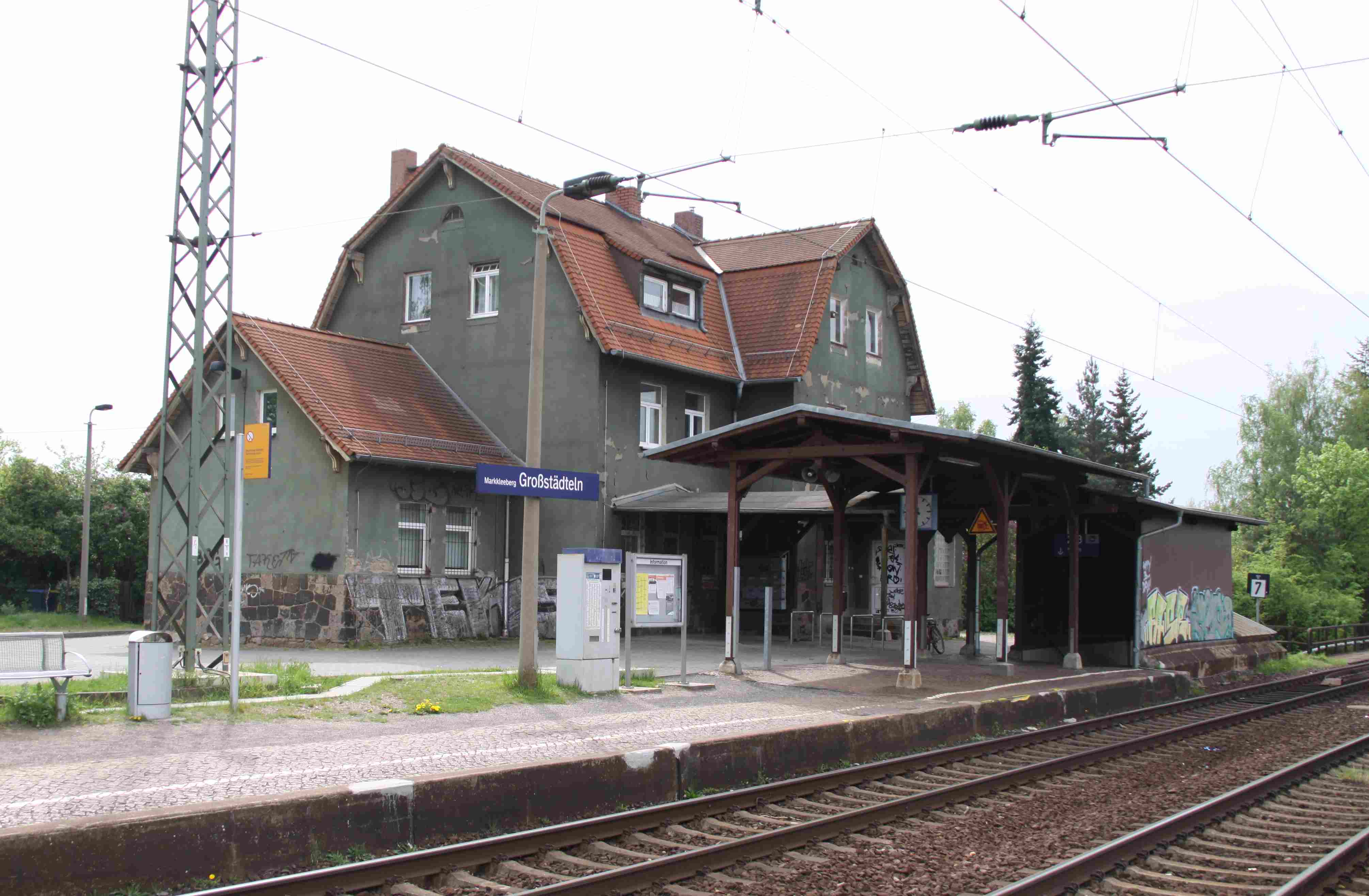
Bahnhofsgebäude Großstädteln (2010)

Großstädteln liegt am nördlichen Ende des Trassenkorridors zwischen Markkleeberg und Böhlen, der zwischen den Tagebauen Zwenkau und Espenhain erhalten bleiben musste. Auf ihm verläuft auf engem Raum neben der dem neuen Flussbett der Pleiße die neu trassierte Bundesstraße 2 und die Bahnstrecke Leipzig–Hof, an der Großstädteln einen Haltepunkt besitzt. Dieser wird auch von der S-Bahn Mitteldeutschland bedient. Bis zur Einstellung des Personenverkehrs im Jahr 2002 war Großstädteln auch ein Halt an der Bahnstrecke nach Leipzig-Plagwitz.